# Sasa septentrionalis
Sasa septentrionalis är en gräsart som beskrevs av Tomitaro Makino. Sasa septentrionalis ingår i släktet sasabambu, och familjen gräs. Inga underarter finns listade i Catalogue of Life.